# Первый отдел (телесериал)
«Первый отдел» — российский детективный телесериал производства кинокомпании «Триикс Медиа», созданный при поддержке Следственного комитета России по заказу «НТВ». Транслируется с 16 ноября 2020 года.

## Сюжет
Сериал был снят на основе реальных уголовных дел.

### 1 сезон
Юрий Брагин (Иван Колесников) возвращается в Санкт-Петербург из командировки, где он расследовал очередное громкое дело. Через некоторое время его снова отправляют в командировку, на этот раз — в небольшой городок Волков в Ленинградской области, где недавно убили двух девушек. Помогать в расследовании Брагину, будет начальник первого отдела ГСУ СК по Санкт-Петербургу, Вадим Мальцев (Илья Шакунов), а также его лучший друг, старший оперуполномоченный по особо важным делам 2 отдела УУР ГУ МВД по Санкт-Петербургу и Ленинградской области, подполковник полиции Михаил Шибанов (Сергей Жарков).

### 2 сезон
Юрий Брагин уже полгода служит в Москве, где входит в состав трёх следственных групп. Юрию поступают угрозы, а затем и вовсе происходит покушение на его жизнь. Брагина переводят обратно в Петербург, в первый отдел Второго следственного управления ГСУ СК.
Михаил Шибанов тоже получает перевод, ему нужно проявить себя на новом месте. Коллеги из УФСИН просят о помощи: в Санкт-Петербурге продолжается розыск Игоря Кармухина (Сергей Сафронов) — особо опасного преступника, сбежавшего во время пожара из психиатрического стационара закрытого типа. Во время пожара погибло четыре человека, среди них двое сотрудников УФСИН.

### 3 сезон
Юрий Брагин продолжает нести службу в первом отделе Второго следственного управления ГСУ СК России. Опытному следователю приходится расследовать самые сложные и запутанные дела. Кардинально меняется и жизнь Миши Шибанова, ведь он встречает «любовь всей своей жизни», успешную предпринимательницу Елену Литвинову (Евгения Шахнович). Миша начинает ценить семейный уют и даже думает уволиться из полиции. Однако он ещё не знает, что расследование обстоятельств гибели криминального авторитета Сергея Радулова (Денис Кириллов) по прозвищу Радуга, приведёт к непредсказуемым последствиям. Честному полицейскому, предстоит сделать нелёгкий выбор между личной жизнью и служебным долгом. Тем временем, жена Юрия, Вера (Елена Вожакина) решает сложить с себя полномочия судьи и сдаёт экзамен на адвоката. Из-за этого в семье назревает конфликт: Юрий, большую часть своей жизни расследовавший преступления и отправлявший преступников за решётку, не понимает жену, которая теперь защищает мошенников и убийц.

### 4 сезон
Полковник юстиции Юрий Брагин отстранён от службы: он хотел помочь своему другу, старшему оперуполномоченному по особо важным делам 2 отдела УУР ГУ МВД по Санкт-Петербургу и Ленинградской области, подполковнику Михаилу Шибанову, избежать ареста и задержания. В отношении Брагина проводится служебная проверка, по итогу которой может быть принято решение о возбуждении уголовного дела и соответственно о его увольнении. Сам Шибанов находится в СИЗО, суд арестовал его на два месяца. Начальник первого отдела ГСУ СК по Санкт-Петербургу, полковник Ухватов (Александр Разбаш), намерен доказать, что Шибанов не только превысил должностные полномочия, но и состоял в преступной группе, осуществлявшей перевозку крупной партии латиноамериканских наркотиков через территорию России в Евросоюз.

### 5 сезон
С Веры всё-таки снимают все обвинения, но личность настоящего преступника так и не установлена, поэтому расследование продолжается. Брагин решает вернуться к прежней должности в первом отделе Второго следственного управления ГСУ СК, но обнаруживает, что его место занято. В результате он становится обычным следователем в одном из районных СК. Там ему, в частности, предстоит расследовать преступления прошлых лет. Главный герой узнает, что его предшественник на новом месте службы не уволился, а бесследно исчез. Через некоторое время Брагин выясняет, что исчезновение его коллеги связано с одним из дел, которыми он занимается. Но как?
Друг Юрия, полковник полиции Михаил Шибанов, по-прежнему служит в ГУ МВД по Санкт-Петербургу и Ленинградской области. Он все ещё надеется наладить отношения с Еленой Ракитиной — его бывшей невестой, которую какое-то время считал погибшей, и в то же время помириться с Татьяной Котиковой (Валентина Муравская), с которой недавно расстался. Однако, Елена даже не подозревает с чем ей придется столкнуться, когда в жизни Миши произойдёт неожиданное событие.

## В ролях

### Главные герои
| Актёр             | Роль |
| ----------------- | --- |
| Иван Колесников   | Юрий Иванович Брагин полковник юстиции; старший следователь по особо важным делам первого отдела ГСУ СК России по Санкт-Петербургу (1 сезон), старший следователь по особо важным делам первого отдела Второго следственного управления ГСУ СК России (2-4 сезоны). (1—4 сезоны) |
| Сергей Жарков     | Михаил Владимирович Шибанов подполковник (1-4 сезоны), полковник полиции (4 сезон); старший оперуполномоченный по особо важным делам 2 отдела УУР ГУ МВД России по Санкт-Петербургу и Ленинградской области (1-3 сезоны), начальник 2 отдела УУР ГУ МВД России по Санкт-Петербургу и Ленинградской области (4 сезон). Арестован в 64 серии. В 65 серии выпущен и оправдан. (1—4 сезоны) |
| Илья Шакунов      | Вадим Сергеевич Мальцев полковник (1 сезон), полковник юстиции в отставке (2 сезон); начальник первого отдела ГСУ СК России по Санкт-Петербургу (1 сезон), пенсионер (2 сезон). В конце 1 сезона ушёл в отставку по состоянию здоровья. Умер от сердечного приступа в 40 серии †. (1—2 сезоны)                                                                                          |
| Елена Вожакина    | Вера Сергеевна Брагина жена Юрия; юрист компании (1 сезон), судья (1-3 сезоны), адвокат (4 сезон). Арестована в 94 серии по ложному обвинению. (1—4 сезоны) |
| Сергей Комаров    | Андрей Фёдорович Каверин полковник юстиции; начальник первого отдела Второго следственного управления ГСУ СК России. (2—4 сезоны) |
| Владимир Литвинов | Сергей Владимирович Колесников генерал-лейтенант юстиции; начальник Второго следственного управления ГСУ СК России. (2—4 сезоны) |

### Второстепенные персонажи
| Актёр                                                                       | Роль |
| --------------------------------------------------------------------------- | --- |
| Данил Слуцкий                                                               | Максим Юрьевич Брагин сын Веры и Юрия. С 4 сезона служит в армии. (1—4 сезоны) |
| Ксения Погожева (1-4 сезоны) / Ксения Сиротина (некоторые эпизоды 3 сезона) | Ксения Юрьевна Брагина дочь Веры и Юрия. (1—4 сезоны) |
| Александр Разбаш                                                            | Андрей Петрович Ухватов полковник юстиции; старший следователь по особо важным делам первого отдела ГСУ СК России по Санкт-Петербургу (1 сезон), начальник первого отдела ГСУ СК России по Санкт-Петербургу (2-4 сезоны). (1—4 сезоны).                                                                                          |
| Виталий Бисеров                                                             | Евгений Артёмович Комаров капитан (1-3 сезоны), майор полиции (4 сезон); оперуполномоченный 2 отдела УУР ГУ МВД России по Санкт-Петербургу и Ленинградской области (1-3 сезоны), старший оперуполномоченный по особо важным делам 2 отдела УУР ГУ МВД России по Санкт-Петербургу и Ленинградской области (4 сезон). (1—4 сезоны) |
| Алан Ишмаев                                                                 | Кречетов капитан полиции; оперуполномоченный 2 отдела УУР ГУ МВД России по Санкт-Петербургу и Ленинградской области. Умер в больнице после ранения киллером в 14 серии 1 сезона †. (1 сезон) |
| Евгений Бакалов                                                             | Игорь Андреевич Шайтанов генерал-лейтенант юстиции; начальник ГСУ СК России по Санкт-Петербургу. (1—4 сезоны) |
| Вячеслав Дусенко                                                            | Алексей Викторович Игнатьев майор юстиции; старший следователь по особо важным делам первого отдела ГСУ СК России по Санкт-Петербургу. (1—4 сезоны) |
| Николай Горшков                                                             | Владимир Семёнович Бобров полковник ФСБ. (1—4 сезоны) |
| Михаил Лучко                                                                | Иван Петрович Рубайло полковник юстиции; старший следователь по особо важным делам при председателе СК России. (1—4 сезоны) |
| Маруся Иванова                                                              | Марина Евгеньевна Звонарёва старший лейтенант юстиции; следователь СО СК России по Калининскому району г. Санкт-Петербурга. (1—4 сезоны) |
| Александр Удалов                                                            | Дмитрий Сахарчук полковник полиции; начальник 2 отдела УУР ГУ МВД России по Санкт-Петербургу и Ленинградской области (1—3 сезоны), и.о начальника УУР ГУ МВД России по Санкт-Петербургу и Ленинградской области (3 сезон). Лидер ликвидаторов в рядах МВД. «Оборотень в погонах». Арестован Шибановым в 62 серии. (1—3 сезоны)   |
| Алексей Федькин                                                             | Валерий Алексеевич Исаков генерал-майор полиции; заместитель начальника ГУ МВД России по Санкт-Петербургу и Ленинградской области (1 сезон), начальник ГУУР МВД России по Москве и Московской области (1—2 сезоны). (1—2 сезоны)                                                                                                 |
| Сергей Интяков                                                              | Сергей Шевцов давний знакомый Брагина; полковник полиции; начальник ОМВД России по Волковскому району Ленинградской области (1 сезон), боевик «Черной стрелы», беглый преступник (2-3 сезоны). Убит Брагиным в 64 серии †. (1—3 сезоны)                                                                                          |
| Анна Дюкова                                                                 | Наталья Мальцева жена Вадима; архитектор. (1—3 сезоны) |
| Александра Крюкова                                                          | Анастасия Николаевна Ермолина практикантка; помощница Брагина; бывшая девушка Шибанова. (1—2 сезоны) |
| Евгения Игумнова                                                            | Елена Владимировна возлюбленная Шибанова. Рассталась с Мишей. (1—2 сезоны) |
| Олег Андреев                                                                | Сергей Юрьевич Морозов полковник юстиции; старший следователь по особо важным делам первого отдела Второго следственного управления ГСУ СК России. (2—4 сезоны) |
| Валерий Чебурканов                                                          | Евгений Сергеевич Харитонов генерал-лейтенант юстиции; заместитель председателя СК России. (2—4 сезоны) |
| Александр Бобровский                                                        | Антон Васильевич Рожков капитан (2-3 сезоны), капитан полиции в отставке (3-4 сезоны); оперуполномоченный 2 отдела УУР ГУ МВД России по Санкт-Петербургу и Ленинградской области (2-3 сезоны). Психически болен. Уволился в 63 серии. Арестован Шибановым за убийства в 84 серии. (2—4 сезоны)                                   |
| Александр Кладько                                                           | Борис Михайлович Хлеборядов вице-губернатор Санкт-Петербурга. (2—4 сезоны) |
| Алексей Белозерцев                                                          | Владимир Волков («Акела») заключённый; информатор Шибанова. (2—3 сезоны) |
| Ольга Павловец                                                              | Ольга Владимировна Кузьмина (в прошлом Понизова) («Смерть») профессиональный киллер. Принимала заказы у Костюковича. Арестована в 24 серии. (2 сезон) |
| Сергей Гамов                                                                | Александр Алексеевич Костюкович (по поддельным документам Григорий Иванович Шверник) бывший киллер. Тренировал Кузьмину и давал ей заказы на убийство, которые он принимал у непосредственных заказчиков. Убит сотрудником СОБР-снайпером в 26 серии †. (2 сезон)                                                                |
| Арсений Александров                                                         | Кирилл Вадимович Мальцев сын Вадима и Натальи. (2 сезон) |
| Юлия Рудина                                                                 | Елена Игоревна Ухватова жена Андрея. (2 сезон) |
| Денис Васильев                                                              | Павел Дмитриевич Лукин (Георгий Раскольников) майор полиции; старший оперуполномоченный ГУСБ России по Санкт-Петербургу и Ленинградской области, внедрённый в отдел Шибанова. (3 сезон) |
| Евгения Шахнович                                                            | Елена Юрьевна Ракитина (Елена Александровна Литвинова) сотрудник ФСБ под прикрытием; предпринимательница; возлюбленная Шибанова. (3—4 сезоны) |
| Олег Попов                                                                  | Борис Валерьевич Фадеев генерал-полковник полиции; начальник ГУ МВД России по Санкт-Петербургу и Ленинградской области. (3—4 сезоны) |
| Денис Кириллов                                                              | Сергей Радулов («Радуга») криминальный авторитет; лидер ОПГ. Работал на Сахарчука. Убит Сахарчуком до событий 3 сезона, но был показан в прошлом †. (3 сезон) Андрей Евгеньевич Столяров актёр, изображавший из себя Радулова. (3 сезон)                                                                                         |
| Александр Барановский                                                       | Бромберг бывший начальник службы безопасности Радулова. Убит в 48 серии †. (3 сезон) |
| Павел Хазов                                                                 | Алексей Королёв полковник полиции; начальник 6 отдела УУР ГУ МВД России по Санкт-Петербургу и Ленинградской области. Один из ликвидаторов Сахарчука. «Оборотень в погонах». Арестован ГУСБ в 62 серии. (3 сезон) |
| Тина Тарусина                                                               | Светлана Афанасьевна Стишова майор внутренней службы; психолог ГУ МВД России по Санкт-Петербургу и Ленинградской области. Любовница Шибанова. (3 сезон) |
| Александр Цыбульский                                                        | Ахметьев государственный советник юстиции 2 класса; прокурор Санкт-Петербурга. (3—4 сезоны) |
| Марк Горонок                                                                | Леонид Савчук адвокат. (3—4 сезоны) |
| Елена Симонова                                                              | Ольга Ивановна Колесникова жена Сергея. (3—4 сезоны) |
| Денис Зыков                                                                 | Вадим Степанович Верзилов полковник полиции; заместитель начальника ГУ МВД России по Красноярскому краю (3 сезон), начальник службы безопасности металлургического комбината (4 сезон). (3—4 сезоны) |
| Геннадий Свирь                                                              | Архип криминальный авторитет; лидер ОПГ. (3 сезон) |
| Андро Симонишвили                                                           | Пётр Борисов капитан полиции; оперуполномоченный 2 отдела УУР ГУ МВД России по Санкт-Петербургу и Ленинградской области. Убит Рожковым в 76 серии †. (4 сезон) |
| Александр Дуденков                                                          | Игорь Алексеевич Муравьёв капитан полиции; бывший участковый-уполномоченный; оперуполномоченный 2 отдела УУР ГУ МВД России по Санкт-Петербургу и Ленинградской области. (4 сезон) |
| Виталий Илюшкин                                                             | Илья Скворцов («Ботан») киллер. (4 сезон) |
| Роман Агеев                                                                 | Александр Васильевич Муштаков криминальный авторитет; предприниматель. Убит Орехом в 84 серии †. (4 сезон) |
| Юрий Ковалёв                                                                | Андрей Сергеевич (Сергеич) знакомый Шибанова; бывший криминальный авторитет; пенсионер. (4 сезон) |
| Дмитрий Брейкин                                                             | Орехов («Орех») киллер. Арестован Бобровым в 84 серии. (4 сезон) |
| Валентина Муравская                                                         | Татьяна Злобина (в девичестве Котикова) журналистка; девушка Шибанова. (4 сезон) |
| Юрий Елагин                                                                 | Вячеслав Гаспаров полковник юстиции; старший следователь по особо важным делам ГСУ СК России по Ленинградской области. Расследует дело Веры. (4 сезон) |

## Съёмки и показ
Телесериал создавался кинокомпанией «Триикс Медиа» при поддержке Следственного комитета России по заказу АО «Телекомпания НТВ».
Первый 20-ти серийный сезон сериала снимался в Санкт-Петербурге и Ленинградской области в 2020 году. Премьерный показ проходил с 16 по 27 ноября 2020 года в 21:20 на канале НТВ .
Съёмки второго сезона проходили в 2021 году в Санкт-Петербурге и Ленинградской области. С 14 по 16 июня съёмки велись в Пскове (7-8 серии), с 7 по 10 июля — в Ульяновске (10 серия) и с 29 сентября по 1 октября — в Вологде (15-16 серии). Новые серии выходили на НТВ с 9 по 17 марта 2022 года в 20:00. Было выпущено 20 серий.
С августа 2022 по июнь 2023 года в Санкт-Петербурге и Ленинградской области проходили съёмки третьего сезона. С 28 сентября по 2 октября 2022 года съёмочный процесс проходил в Красноярске (5-6 серии). Новые 24 серии были показаны на НТВ со 2 по 19 октября 2023 года в 20:00. 
Съёмки четвертого 30-ти серийного сезона проходили с октября 2023 по ноябрь 2024 года в Санкт-Петербурге и Ленинградской области. В период с 1 по 8 ноября 2023 года съёмки также проходили в Красноярске (3-5 серии). Показ четвёртого сезона проходил на канале НТВ с 3 по 21 февраля 2025 года. 
Ещё до премьеры четвертого сезона телесериал был продлён на пятый сезон. Его съёмки начались 1 февраля 2025 года в Санкт-Петербурге. Всего запланировано 30 серий. Премьера ожидается во второй половине 2026 года.

## Список эпизодов
| Сезон | Сезон | Серии | Премьерный показ    |
| ----- | ----- | ----- | ------------------- |
|       | 1     | 20    | 16 — 27 ноября 2020 |
|       | 2     | 20    | 9 — 17 марта 2022   |
|       | 3     | 24    | 2 — 19 октября 2023 |
|       | 4     | 30    | 3 — 21 февраля 2025 |
|       | 5     | 30    | 2026                |

### 1 сезон (2020)
| № серии | Название                  | Описание серии | Премьера       |
| ------- | ------------------------- | --- | -------------- |
| 1-2     | Командировка              | Следователь Первого отдела по особо важным делам СК Юрий Брагин отправляется в город Волков Ленинградской области, где были зверски убиты две девушки. Приездом сыщика недоволен начальник местной полиции и давний недруг Волкова Сергей Шевцов. Чтобы гость не совал нос в дела местных, Шевцов быстро находит «преступника», но Брагин выясняет, что улики против подозреваемого сфабрикованы. Шевцов в отчаянии: на кону — строительство автомобильного завода и выборы мэра, и история с маньяком совсем некстати. Он отдает приказ убить Брагина… После покушения на Брагина в Волков приезжает его друг Шибанов. Вместе они приходят к выводу, что преступником может быть один из подчиненных Шевцова. Этим легко объясняется явная незаинтересованность полицейского в раскрытии дела. У Брагина просит интервью местная журналистка, дочь судьи Булатникова, которая по типажу напоминает убитых девушек. Брагин выясняет, что судье угрожали убийством дочери, если тот не примет «правильное» решение, связанное со строительством автозавода. | 16 ноября 2020 |
| 3-4     | Простое дело              | Шибанов и Брагин узнают, что в Петербурге находится бандит Ташкент, подручный волковского авторитета Гаврилова. Его объявляют в розыск. Тем временем потерявший работу Борис Леонидов устраивает бойню на складе, где работает его бывшая девушка Жанна. После убийства переговорщика Брагин сам идет на склад к Леонидову, но полковник ФСБ Бобров начинает штурм.. Несмотря на штурм, Юрию удается спасти жизнь Борису. Допросив его, он узнает, что кто-то регулярно подбрасывал ему фото Жанны с другим мужчиной. Тем временем Шибанов выясняет, кому Гаврилов заказал убийство Ташкента, и устанавливает исполнителю прослушку на телефон. Узнав, что бандит собирается уехать в Финляндию, Шибанов приезжает на автостанцию, где Ташкента уже поджидают новые киллеры… | 17 ноября 2020 |
| 5-6     | Взятка                    | Румянцев с подручными перехватывает фургон, груженый под завязку наличными. Исакова из главка переводят в Москву на повышение. Он хочет взять с собой Шибанова, но тот отказывается. Жена Брагина Вера опять собирается в командировку, и перед отъездом супруги ссорятся из-за денег. На следующий день Исакова ловят на взятке в момент передачи денег… Шибанов убежден, что деньги Исакову подбросили, и пытается убедить в этом Брагина. Из Москвы приезжает следователь Рубайло, и Брагин ему докладывает: отпечатков генерала на деньгах нет, его квартиру открывали отмычкой, а ламинат разгружали посторонние люди. Тем временем адвокат пытается убедить родных генерала, что дело провальное и помочь Исакову уже ничем нельзя. | 18 ноября 2020 |
| 7-8     | Праздник                  | Перед Новым годом Вера уезжает в Москву на корпоративный праздник, а Брагин остается с детьми. Шибанов помогает ему купить елку и случайно видит на елочном базаре Горбатова, двадцать лет находящегося в розыске за убийство. Брагин отправляет Горбатова в СИЗО. Мальцев просит Шибанова поработать в Новый год и заняться поиском исчезнувшего народного артиста Никиты Баренцева. Они с Брагиным выясняют, что Баренцев провел елку для сына криминального авторитета Суханова и получил приличную сумму. В банке, где у артиста был счет, полицейские узнают, что тот положил на карту только половину суммы. Приходит информация, что кто-то снимает деньги с его карты артиста. Упустив этого человека, Брагин и Шибанов больше не сомневаются в том, что Никита Баренцев в беде. Занимаясь старым делом Горбатова, Брагин выясняет новые обстоятельства. | 19 ноября 2020 |
| 9-10    | Зверь                     | Брагин ведет дело о покушении на изнасилование девушки и о попытке обвиняемого покончить с собой в камере СИЗО. Ему кажутся сомнительными показания потерпевшей. Он поднимает архивные материалы о похожем случае: учитель, которого обвиняли в нападении и убийстве девушек, повесился в камере. Следователь прокуратуры Крузаков, который вел это дело, рассказывает Брагину, что улики были косвенные и что на него давили сверху. Брагин понимает, что, вполне возможно, учитель тогда был не виновен, а настоящий убийца на свободе. Тем временем сын Брагина Макс, мечтающий играть в рок-группе, соглашается по просьбе её руководителя Рокера передавать небольшие посылки нужным людям, совершенно не догадываясь, что в них находится. Брагину удается доказать, что обвиняемый в покушении не виновен, но архивное дело вызывает у него много вопросов. Мальцев разрешает ему провести дополнительное расследование. В это время в новостройках находят тело проститутки. Поиском преступников занимается Шибанов. Брагин выясняет, что эту девушку и ещё двух убитых 15 лет назад перед смертью отравили клофелином. Он делает запросы по всей стране и узнает, что подобных нераскрытых убийств масса. Он подозревает в этом Крузакова. После допроса, на который тот приходит со своим адвокатом Поляковым, Брагин получает данные о ещё одном преступлении. Макс, передавая очередную посылку, попадает в руки полицейского. | 20 ноября 2020 |
| 11-12   | Взрыв                     | Шибанов задерживает преподавателя вуза Голубева, который через своих студентов распространяет наркотики. Мальцев, который в последнее время стал очень забывчивым, подводит Брагина и тот не успевает в суд, чтобы предъявить Голубеву обвинение. Голубева выпускают. Генерал Шайтанов в ярости, Мальцев берет вину за произошедшее на себя. Жена Мальцева просит сходить его к врачу. Тем временем, бизнесмен Расходников ссорится со своим коллегой Угрюмовым: он перешел дорогу Расходникову и тот грозится его убить. Тем же вечером в ресторане, где ужинает Угрюмов, происходит взрыв. Брагин уверен, что заказчиком покушения был Расходников, но полковник ФСБ Бобров уверен, что это не он. На другой день кортеж Расходникова расстреливают. Угрюмова подозревают в организации покушения на Расходникова. Брагин просит Мальцева передать ему дело, но тот отказывает и советует рассмотреть другие версии. Брагин выясняет, что бомба была сделана не профессионалами, а Шибанов вычисляет преступников по камерам видеонаблюдения. | 23 ноября 2020 |
| 13-14   | Поединок                  | В строительном котловане рабочие находят два трупа. Брагин уверен, что это его «потеряшки» — подполковник Солопов и его жена, пропавшие шесть лет назад. Мальцев передает Брагину старое дело на доследование. Веру увольняют с работы. Брагин успокаивает её, уверяя, что та сможет найти себе новую, ведь она хороший юрист. Тем временем Шибанов в перестрелке ранит полицейского. Он убежден, что патрульный и его напарник — киллеры. Пока идет следствие, Шибанова отстраняют от службы. Брагин подозревает в убийстве Солоповых Химика. Его этапируют из колонии, где он сидит за убийство четырёх человек, в Питер, чтобы тот дал показания. Но во время следственного эксперимента на Химика совершается покушение, и он чудом остается жив. Вера ходит на собеседования, но все безрезультатно. Химик находится в больнице — там совершается второе покушение на него. Брагин выясняет, что это бывший партнер Химика, с которым тот выполнял заказ — убил банкира, его любовницу и двух охранников. Но Химик отказывается называть имя заказчика. Тогда Шибанов делает это сам. | 24 ноября 2020 |
| 15-16   | Вирус                     | К Брагину обращается бывший полицейский на пенсии Затонов. Ему нужен толковый опер, который сможет разобраться в одном сложном деле. А ночью Затонова убивают. Брагин и Шибанов начинают расследование. В это время происходит нападение на денежное хранилище владельца подпольного казино — все деньги украдены, а охрана убита. Брагин выясняет, что украденные деньги принадлежали криминальному авторитету Жуку. Его казино «крышевал» майор Плоткин, которого похитили бандиты Жука. Брагин с Шибановым спасают Плоткина и выясняют, что тот об ограблении ничего не знал. На встрече однокурсников Вера получает предложение от Косолапова, который занимает высокий пост в Москве, стать судьей, но Брагину ничего об этом не говорит. Пройдя медицинское обследование, Мальцев узнает, что серьёзно болен. От вдовы Затонова Брагин узнает, что сын Виктор просил отца переписать квартиру на него, но тот отказался. | 25 ноября 2020 |
| 17-18   | Смягчающие обстоятельства | Известный в Питере адвокат Демидов, находясь в пьяном состоянии за рулем, насмерть сбивает двух человек. Дело передают Брагину. Несмотря на очевидность ситуации и показания свидетелей, Брагин поручает Шибанову узнать, что делал адвокат до аварии, ведь последние два часа он вообще не помнит. Да и до этого случая он не пил много лет. От ФСБ Брагин узнает, что Вера будет работать судьей в городском суде. Ему не нравится, что она скрыла это от него, и теперь им предстоит вместе работать: он следователь, она судья — проблем не избежать. Брагин пытается выяснить, где был Демидов после того, как вышел из офиса. Сам он отвечать отказывается. Шибанов узнает, что тот перед ДТП был у своей любовницы — в это же время к ней заходил бывший заключенный Уфимцев. Мальцев рассказывает Брагину о своей болезни и предлагает ему возглавить Первый отдел СК. | 26 ноября 2020 |
| 19-20   | Личный мотив              | В деле супругов Солоповых, Ларисы и Сергея, чьи тела были найдены спустя шесть лет после пропажи, появились новые подробности. Брагин узнает от судмедэксперта, что рядом с телом Ларисы было закопано тело другого мужчины. Брагин предполагает, что Солопов жив и где-то скрывается. К тому же он выясняет, что незадолго до того, как Солоповы пропали, Сергей купил дом на Кипре. Неожиданно сестра Солопова Маргарита, которую вызывал на допрос Брагин, вспоминает что-то важное. Тем временем Мальцев теряет уголовное дело, которое он должен был передать прокурору. Ухватов и Шибанов бросаются на поиски уголовного дела, которое Мальцев забыл в такси, когда ехал к прокурору. Материалы удается найти в мусорном контейнере. Ухватов лично приносит их прокурору — выбор сделан, место Мальцев займет именно он. Брагин не может претендовать на место руководителя из-за должности Веры. В квартире Маргариты находят прослушку. Солопов приходит на похороны сестры — там его пытаются убить. Брагину предлагают перевестись в Москву, в Следственный комитет РФ. | 27 ноября 2020 |

### 2 сезон (2022)
| № серии       | Название              | Описание серии | Премьера                                          |
| ------------- | --------------------- | --- | ------------------------------------------------- |
| 1-2 (21-22)   | Окончательный диагноз | После угроз Брагину и взрыва его машины в Москве, Рубайло переводит его обратно в Питер — в первый отдел Второго Следственного Управления ГСУ СК РФ. Его жена Вера, судья городского суда, рада возвращению мужа. Брагину сразу же поручают дело о гибели четырёх человек в психоневрологическом диспансере после пожара. Шибанов в это время расследует побег из этого диспансера опасного преступника Игоря Кармухина. Друзья встречаются и опять начинают работать вместе… Шибанов выясняет, что именно Вера осудила сбежавшего Кармухина и направила его на принудительное лечение. Шибанов с Брагиным убеждены, что преступник будет мстить всем, кто его осудил на принудительное лечение. Он уже убил лечившего его врача, следовательно — Вера в опасности… Из-за границы возвращается крупный бизнесмен Осокин. Он ищет Кармухина… | 9 марта 2022                                      |
| 3-4 (23-24)   | Рандеву со смертью    | В Петербурге происходит странное убийство простого работяги Петрова и двух его собутыльников, имеющее все признаки заказного. Брагин с Шибановым не понимают, зачем киллеру убивать алкоголиков. Сосед до этого видел неизвестную женщину в парадной. Брагин не уверен, что женщина может быть киллером. Шибанов выясняет, что этот Петров когда-то помог задержать опасного преступника в розыске… Киллер Кузьмина готовится к следующему убийству — перепутав квартиру, она убила не того Петрова. Выяснив, что второго Петрова охраняют профессионалы, она хочет отказаться от заказа, но посредник Шверник ей угрожает. Ухватов уверен, что убийства алкоголиков совершил их собутыльник. Но Брагин не может понять мотивы киллера. Шибанов узнает, что в том же доме, в той же парадной есть ещё один Петров. Приехав с Брагиным на место, они узнают, что второй Петров — важный свидетель и его охраняет ФСБ. Кузьмина в это время готовит покушение… | 3 серия — 9 марта 2022 4 серия — 10 марта 2022    |
| 5-6 (25-26)   | Посредник             | Кузьмина отказывается сдавать Шверника. Брагин уверен, что она его боится. Шверник устраняет последнего заказчика, и это заводит следствие в тупик. Брагин обещает Кузьминой госзащиту, но она отказывается. Но после того, как Шверник нанимает киллера Стилета, чтобы во время доставки Кузьминой в суд её устранить её, а Шибанов её спасает, женщина решается сотрудничать со следствием. Чтобы попытаться выйти на посредника, Брагин через СМИ сообщает, что киллерша после покушения скончалась… | 10 марта 2022                                     |
| 7-8 (27-28)   | Бог                   | В Петербурге убивают охранников склада. За расследование убийства берется Шибанов. Основная версия — убийство с целью завладения оружием. Похожие дела расследовали в Пскове. Рохлин, врач из Пскова, убивает «заблудшие» души, взяв на себя право вершить суд над людьми как Бог. Мальцев устраивает драку с охранником в магазине и после драки патрульные тяжело ранят его жену. Помочь родителям приезжает в Петербург их сын. Рохлин в Пскове из питерского оружия убивает начальника местной колонии и его сотрудников, которые выехали на незаконную охоту. Шибанова срочно отправляют в командировку в Псков. Местный следователь сообщает ему, что подозревает своих… | 11 марта 2022                                     |
| 9-10 (29-30)  | Чёрная стрела         | Неизвестные бандиты, одетые в форму СОБРа, убивают по всей стране преступников и продавцов наркотиков. Рубайло вспоминает легенду про «Белую стрелу» времен СССР о народных мстителях. Очередное преступление совершается в Ленобласти. Центральный аппарат СК подключает к расследованию Брагина, который узнает в одном из нападавших полицейского, бывшего сотрудника Шевцова. Но Шевцов сидит в тюрьме под Рязанью. Брагин едет в колонию и узнает, что вместо Шевцова там другой человек, а Шевцов, скорее всего, на свободе… Брагин и Шибанов приезжают в Ульяновск и выясняют, что на заводе по производству удобрений может быть налажено производство синтетического наркотика и Шевцов в курсе всех поставок по стране. Шибанов не верит ни в какую «Белую стрелу», а причина всех убийств — деньги… | 14 марта 2022                                     |
| 11-12 (31-32) | Долг                  | После нападения на Брагина Шибанов ищет преступников, которые его избили, а Рубайло выясняет, кому Брагин мог помешать. Но все поиски заходят в тупик. Вера предлагает мужу сменить работу, но Брагин против… В Петербург приезжает генерал Харитонов из центрального аппарата, чтобы лично ознакомиться с резонансными делами. Дело о пропавшей полгода назад Ольги Самойловой он берет под свой контроль и поручает Брагину. Шибанов встречается в СИЗО с бандитом по кличке Акела, который просит помочь найти его девушку, исчезнувшую три месяца назад. В ответ Акела сдаст преступника по кличке Офицер… Брагин с Шибановым выясняют, что после убийства Самойловой Ольги было убито ещё девять девушек. Но поиски маньяка заходят в тупик. Брагин допрашивает начальника Ольги Платонова и выясняет, что тот задолжал криминальному авторитету Колыме большую сумму денег. За машиной Платонова ведется наблюдение и устанавливается прослушка. Жена Платонова начинает подозревать, что муж похитил деньги из семейного бизнеса её отца. Платонов просит водителя Игоря от неё избавиться, также, как он это сделал с секретаршей… | 11 серия — 14 марта 2022 12 серия — 15 марта 2022 |
| 13-14 (33-34) | Темница               | Неизвестный в форме участкового убивает в центре Петербурга несколько мигрантов. Делом занимается Брагин. В это время арестован крупный бизнесмен, отец Насти Ермолиной. У него нет адвоката, связи с родственниками и его местонахождение неизвестно. Настя просит Шибанова найти отца. Шибанов выясняет, что среди убитых мигрантов был один с огнестрельным ранением, полученным ранее. Шибанов узнает, что его искал некто Титаник… Поиски Титаника приводят Шибанова в Ленобласть. Там его похищают и запирают в подпольную тюрьму. Здесь содержится и Ермолин, у которого владелец тюрьмы Селезнев, изображающий следователя, вымогает крупную сумму денег. Брагин едет в Ленобласть искать друга… | 15 марта 2022                                     |
| 15-16 (35-36) | Частная версия        | Брагина направляют в командировку в Вологду расследовать взрыв и крушение частного вертолёта, на котором летел кандидат в депутаты ГД Николай Егоров. Криминалисты обнаруживают на борту взрывчатку. Шибанова внедряют в бандитскую группировку. Брагину, который не может дозвониться до друга, сообщают, что он уехал в отпуск… Следствие заходит в тупик. Неожиданно Брагин догадывается, что, возможно, устранить хотели не Егорова… Вера, которая ведет процесс по делу киллера Черткова, получает угрозы в свой адрес. | 16 марта 2022                                     |
| 17-18 (37-38) | Отрава                | Ухватов и следователь Ширков выезжают по адресу, где произошло массовое отравление и гибель целой семьи, а также соседки по дому. Ширкову становится плохо, его госпитализируют, но спасти следователя не удается. Ухватов теряет сознание в своем кабинете. К расследованию подключается ФСБ, дело передают Брагину… После угроз Вера откладывает судебное заседание по делу Черткова и остается дома, делая вид, что заболела. Когда муж уезжает на работу, она заказывает такси. Узнав об этом, Брагин начинает подозревать Веру в измене… Экспертам удается установить, что в апельсинах, обнаруженных в квартире отравленной семьи, находится смертельный яд. Следствие отрабатывает версию причастности любовника Галины, Коваленко Александра. Но Шибанов и его находит мертвым. Выясняется, что Коваленко подрабатывал музыкантом в закрытом ресторане. Брагин и Бобровский выезжают в лабораторию, где велись разработки вещества, входящего в состав яда. Неожиданно Брагину приходит идея, что объектом отравления был не Коваленко и семья его любовницы, а кто-то из высокопоставленных гостей…                               | 17 серия — 16 марта 2022 18 серия — 17 марта 2022 |
| 19-20 (39-40) | Эксперимент           | Вера встречается с полковником ФСБ Бобровым на конспиративной квартире. Брагин подключает Шибанова с напарником для розыска Дюжикова, официанта из закрытого ресторана. Его задерживают. Дюжиков требует вызвать адвоката Камышинского, который проходит и по делу Черткова. Брагина подключают к расследованию серии отравлений контрафактным алкоголем. Дело забирают у Ухватова… Брагин отправляется по адресу, куда Веру привез таксист, и у подъезда встречает её с Бобровым и полковником Рубайло из Москвы. Рубайло сообщает, что на Веру готовится покушение…. | 17 марта 2022                                     |

### 3 сезон (2023)
| № серии       | Название                | Описание серии | Премьера        |
| ------------- | ----------------------- | --- | --------------- |
| 1-2 (41-42)   | Кукловод                | Следователь Юрий Брагин отправляется в долгожданный отпуск с семьей. Резонансное покушение на крупного бизнесмена Купцова, в результате которого тот ранен, заставляет начальство вернуть Брагина на работу. Выясняется, что Купцов жив и здоров, а ранен был его двойник. Но внезапно бизнесмена убивает начальник его охраны Воробьев, который ничего толком объяснить не может… Шибанову удается задержать одного из киллеров. В это время из-за границы на похороны возвращается бывшая жена Купцова, которая во время допроса сдает своего адвоката, как заказчика покушения, а тот, в свою очередь, всех киллеров. Но Брагин не может понять, почему в итоге Купцова застрелил собственный начальник охраны? Воробьев уверяет, что сделать это ему приказал внутренний голос… | 2 октября 2023  |
| 3-4 (43-44)   | Выстрел из прошлого     | Депутата Госдумы Овчаренко лишают мандата за браконьерство. Криминальный авторитет Радулов, он же Радуга, находящийся три года в розыске, звонит Овчаренко по видеосвязи и требует переписать на него земельный участок. Овчаренко отказывается и погибает от выстрела киллера на глазах у Ухватова. Начальство требует от Брагина приложить все усилия, чтобы найти Радулова. Юрий подключает Шибанова… При задержании киллера Болта, опер Рожков случайно убивает подругу Болта, а сам киллер сбегает. Рожкову грозит суд. Вдова Овчаренко просит криминального авторитета Архипа защитить её от Бромберга, бывшего начальника службы безопасности Радуги, требующего теперь у неё переписать имущество на хозяина. Архип с сообщником похищает Бромберга, чтобы выбить из него местонахождение Радуги. Испуганного Бромберга спасает Брагин, и тот начинает давать показания… Рожкова задерживает УСБ, его обвиняют в убийстве. Радулов по видеосвязи звонит Брагину и угрожает убийством его и семьи, если Юрий не прекратит его поиски… | 3 октября 2023  |
| 5-6 (45-46)   | Скрытые мотивы          | В разных городах страны несколько лет происходят странные убийства девушек. Брагина вызывают в Москву, он включен в следственную группу. Начальство Брагина надеется таким образом обезопасить его от угроз Радулова. Охраной семьи будет негласно заниматься ФСБ. Шибанов дает Брагину контакты профессора Бурлакова, профайлера, исследующего личности преступников. Бурлаков считает, что следующее убийство девушки произойдет в Красноярске, поскольку маньяк выбирает российские города по принципу шахматной игры. Следственная бригада летит в Красноярск, Бурлаков к ним присоединяется. Брагин вызывает в Красноярск Шибанова. Они выясняют, что в городе всем заправляет бандит Шайтан, а местный начальник полиции Верзилов у него на подхвате. Тем временем, у самого Шайтана пропадает дочь, которую находят мертвой в багажнике её машины в центре города. Брагин звонит вдове Мальцева, которая разбирается в шахматах, и просит совета у неё…                                                                               | 4 октября 2023  |
| 7-8 (47-48)   | Преступная небрежность  | Брагин расследует убийство бизнесменов Зуйкова и Рюмина. Первого убил неуловимый киллер, второй со своими сотрудниками умер в больнице после отравления на фуршете. Оба бизнесмена принимали участие в городском тендере и оба могли его выиграть. Под подозрением оказывается третий бизнесмен, также претендовавший на этот городской заказ. На Бромберга в тюрьме совершается покушение. Он ставит Брагину ультиматум — или ему изменят меру пресечения и дадут госзащиту, или он отказывается сотрудничать. Брагин выносит постановление и освобождает Бромберга из СИЗО, которого сотрудники госзащиты увозят в засекреченное место. Генерал Колесников недоволен тем, что Брагин отпустил Бромберга. Шибанов вычисляет киллера. Им оказывается бывший военный Степанов, одноклассник жены третьего бизнесмена, участвовавшего в тендере…. Брагину сообщают место, где он может допросить Бромберга. Во время допроса он погибает от пули снайпера вместе с охранявшим его сотрудником.                                                 | 5 октября 2023  |
| 9-10 (49-50)  | Рикошет                 | Брагина отстраняют от службы, в отношении его идет служебная проверка. Во время учебной операции Шибанов знакомится с психологом главка Стишовой. Олю, дочку крупного бизнесмена Жукова, похищают из вуза три бандита, убив её охранников и заместителя декана. Несмотря на то, что Брагин отстранен, Каверин приказывает ему прибыть на место преступления. Шибанов выясняет, что год назад Жукова на машине насмерть сбила жену и дочку отставного военного Лагутина. Жуков уверен, что именно он похитил его дочь. Шибанов едет к Лагутину, тот открывает стрельбу. На место приезжают Брагин, бизнесмен Жуков, СОБР и Бобров, который настаивает на штурме. Брагин идет на переговоры и выясняет, что Лагутин не причастен к похищению… | 9 октября 2023  |
| 11-12 (51-52) | Холодно-горячо          | Брагин продолжает расследование по делу Радулова. Тому три года назад удалось сбежать от ФСБ после убийства жены и двух охранников. С тех пор его никто не видел, не считая видеозвонков…Проверка в отношении Брагина закончена. | 10 октября 2023 |
| 13-14 (53-54) | Приговор                | Брагин получает результаты генетической экспертизы и отметает версию о брате-близнеце Радулова. Это просто очень похожий на него человек, который три года держал в страхе криминальный бизнес Петербурга… | 11 октября 2023 |
| 15-16 (55-56) | Человек за спиной       | В Петербурге появляется Елена Литвинова, которая претендует на имущество Радулова. Она купила его торговый центр, которым заправляет Лентяй, и выгоняет его. Тот в отместку подсылает к ней киллеров. | 12 октября 2023 |
| 17-18 (57-58) | Опасный возраст         | Из военной части сбегают два солдата, Лукашов и Стопырин, последний при задержании ранит сотрудника патрульной службы, его убивают, а Лукашов убегает. Брагина включают в следственную группу военной полиции для поимки Лукашова… | 16 октября 2023 |
| 19-20 (59-60) | Шутка дьявола           | Расследование по делу наезда на Шибанова, который отделался небольшими травмами, приводит к психологу главка Стишовой, которая из-за ревности наняла наркомана Валеру, чтобы отомстить Шибанову. | 17 октября 2023 |
| 21-22 (61-62) | Осиное гнездо           | Брагин советуется с профессором психологии по поводу личности двойника Радулова, и тот дает ему подсказку: это может быть актёр. | 18 октября 2023 |
| 23-24 (63-64) | Последнее дело Шибанова | Шибанов делает предложение бизнесвумен Литвиновой, та соглашается выйти за него замуж. Брагину по ночам снятся кошмары: Шевцов, его бывший коллега, якобы утонувший в Ульяновске, убивает его и Веру. | 19 октября 2023 |

### 4 сезон (2025)
| № серии       | Название                  | Описание серии | Премьера        |
| ------------- | ------------------------- | --- | --------------- |
| 1-2 (65-66)   | Новая жизнь               | В Вологодской области в 2021 году пропал юноша Юра Кретов, отдыхавший с друзьями на озере. Тело так и не было обнаружено. Его тетя, устав от безрезультатных поисков, обращается прямо в СК РФ к генералу Харитонову. Генерал дает задание Рубайло срочно отправить в Вологду следственную бригаду. Туда направляют Брагина, проверка в отношении него закончена. Шибанова также выпускают из СИЗО: Ухватов так и не смог доказать его виновность. В это время в центре Петербурга расстрелян бизнесмен Горелов: его конкурент Кудинов нанял киллера Ботаника… Шибанов ищет Литвинову и встречается с Бобровым. Тот сообщает, что Литвинова погибла и показывает Шибанову ее могилу. В Вологде Брагин выясняет, что с местом, где исчез Юра, связана древняя легенда про новую жизнь, которую человек может получить, если переплывет озеро в полнолуние. Шибанов, прибывший на помощь Брагину, пробует его переплыть, но чуть не тонет, запутавшись в рыболовной сети. Брагин уверен — пропавший парень жив. Шибанов находит Кретова в Питере. Брагин выясняет, что заставило парня «исчезнуть». Ботаник, тем временем, получает новое задание… | 3 февраля 2025  |
| 3-4 (67-68)   | Подставное дело           | В Красноярске от нападения собаки погибает банкир Леонид Курамов. СК РФ возбуждает дело и отправляет в Красноярск Брагина. В это время киллер в Петербурге убивает мать крупного криминального авторитета Александра Муштакова, а после этого в бассейне от удара током умирает нефтяной магнат Петр Рузов. Шибанов выясняет, что питерский киллер может быть причастен и к убийству Рузова. Брагин в Красноярске узнает, что погибший банкир хотел купить металлургический комбинат. За этим же в Красноярск планировал поехать и Муштаков, но отменил поездку из-за похорон. Каверин объединяет дела об убийствах бизнесменов в одно и отправляет Шибанова в Красноярск, куда улетел по поддельным документам подозреваемый в убийствах киллер. В это время в Красноярске бизнесмен Трегубов готовит документы к покупке комбината, начальником СБ которого работает Верзилов, бывший опер и знакомый Шибанова. Киллер узнает, что есть свидетель, который может его опознать, и готовит покушение… | 4 февраля 2025  |
| 5-6 (69-70)   | Красноярский след         | Узнав о задержании киллера, Верзилов получает заказ на его убийство и сообщает об этом в ФСБ. Бобров инсценирует смерть киллера, Верзилов получает гонорар. Бобров доволен — теперь у него есть улики чтобы задержать заказчика. Но в тот же день его самого ликвидирует киллер по кличке Штык. Рубайло забирает у Брагина дело в Центральный аппарат. В Питере сотрудники наружки Симаков с Тумасовым за большие гонорары выполняют «левые заказы». После того, как Симаков решает соскочить, они ссорятся, и Симаков в драке случайно убивает Тумасова. Его объявляют в розыск… Симаков прячется в квартире коллеги, которая уговаривает его встретиться с начальником их подразделения Лоскутовым и все ему рассказать. Генерал Колесников сообщает Брагину, что подразделение, в котором служит Симаков, строго засекречено, и информацию о нем может дать только Лоскутов, но он отказывается помогать. Бобров принимает решение выставить за Лоскутовым наблюдение… | 5 февраля 2025  |
| 7-8 (71-72)   | Право на защиту           | Киллера Ботаника в СИЗО избивают сокамерники, он просит адвоката помочь ему сбежать. На допросе Симаков рассказывает Брагину, что они с Тумасовым ездили в Красноярск следить за Трегубовым. Убившего его киллера Симаков не видел, но знает, что того зовут Штык… Вера получает повестку для Макса, его призывают в армию. Оказывается, его давно отчислили из института, но он ничего не сказал родителям. Ботаника привозят на следственный эксперимент, откуда он сбегает. Выясняется, что помог ему в этом Шибанов. Он обещает Ботанику помочь с документами и переходом в Финляндию в обмен на то, что тот расскажет, где найти Штыка. Ботаник обещает все рассказать, но только в момент перехода границы. Когда Шибанов узнает все, что хотел, он возвращает Ботаника в СИЗО, заявив, что он его обманул и это была полицейская операция… Шибанов признается Брагину, что это он сообщил Муштакову, кто заказал его мать. Друзья ссорятся. | 6 февраля 2025  |
| 9-10 (73-74)  | Вера                      | Брагин и Шибанов по-прежнему в ссоре. Вера собирает информацию об участковом Муравьеве, адвокатом которого она стала по просьбе Шибанова, и узнает, что дело «шито белыми нитками» — взятку, за которую Муравьева арестовали, ему явно подбросили. В Петербурге в загородном доме убит известный бизнесмен Юранов с женой, свидетелем убийства стал их сын Дима, накануне вернувшийся из Лондона. Резонансное преступление расследуют Брагин и Шибанов. Степаненко, заместитель Юранова, уже готов заплатить киллеру Клычу, которого он нанял для убийства босса, оставшуюся часть денег. Но дело в том, что Клыч не убивал Юрановых… Вера выясняет, что участковый Муравьев случайно увидел на автосервисе разгрузку наркотиков и рассказывает об этом Шибанову. Тот внедрил на автосервис Рожкова, своего бывшего опера, и выяснил, что к перевозке наркотиков причастны опера УСБ, которые и подбросили взятку Муравьеву. Оперов УСБ задерживают, дело Муравьева закрыто. Киллер, которого нанял Степаненко для убийства Юранова, требует еще денег. При передаче новой суммы Степаненко и киллер задержаны. Оказалось, что киллер — мошенник, вымогавший деньги, а Юрановых убили другие. Брагин начинает подозревать сына убитых, у того явный мотив… | 7 февраля 2025  |
| 11-12 (75-76) | Награда для героя         | Таксист Грачев с соседом по общежитию Витком выигрывает в лотерею. Но Витёк запивает и не помнит куда положил лотерейный билет. Грачев уверен, что Витёк не хочет делиться, и решает поджечь его комнату — убегая от огня, тот наверняка прихватит лотерейный билет с собой. Два бизнесмена, Сомин и Варецкий, хотят купить общежитие и построить на его месте большой торговый центр, но владелец отказывается продавать здание. Тогда Сомин подговаривает знакомого полицейского, чтобы спецназ начал «кошмарить» жителей общежития, устраивая им проверки, а владельцу — беспокойную жизнь. На суде по ходатайству Веры Муштакова отпускают под домашний арест. В общежитии происходит пожар, Васёк и еще двадцать шесть человек погибают в огне. Грачеву удается спасти часть людей, но сам он получает сильные ожоги. СМИ представляет его героем, о нем снимаются репортажи. Варецкий возмущен пожаром, он уверен, что поджог устроил Сомин. Тот все отрицает, они ругаются, и Сомин убивает Варецкого… Муравьева выпускают из тюрьмы. Вера просит у Фадеева содействия в восстановлении его на службе. Фадеев разрешает Шибанову взять его в свой отдел. Неизвестный убивает опера Борисова возле его дома…                                         | 10 февраля 2025 |
| 13-14 (77-78) | Дворник                   | На похоронах Борисова Брагин и Шибанов обсуждают версии его гибели и не находят никаких причин для его убийства. Муштаков на допросе готов признаться Рубайло, что именно Шибанов рассказал ему, кто заказчик убийства его матери, но Вера просит его этого не делать. Неизвестный убивает водителя руководителя порта Воронцова, затем самого Воронцова. Дело ведут Брагин и Шибанов. Но как в случае с убийством Борисова, версий у них нет. Злобина берёт интервью у киллера Кибаева, отсидевшего 25 лет в тюрьме. Когда-то давно свидетелем одного из убийств, им совершенных, стал мальчик Саша Дворник… Брагин и Шибанов ищут киллера, убившего Воронцова и его водителя. Злобина снимает фильм о Кибаеве — в 1990-е его задерживал Каверин. Фильм видит Саша Дворник — киллер, убийства которого скопированы из книги Кибаева, написанной тем в тюрьме. Брагин решает задержать Дворника на живца. Киллер Орех стреляет в Сергеича, наводившего о нем справки по просьбе Шибанова. Сергеич тяжело ранен. | 11 февраля 2025 |
| 15-16 (79-80) | Тарантул                  | Неизвестный убивает дознавателя из Колпино из того же пистолета, что и опера Борисова. Игнатьев принимает дело и вместе с Шибановым пытается отработать разные версии. С этапа сбегают трое заключенных. Их похищают бандиты Вол и Гусь, чтобы отвезти криминальному авторитету Старику. На самом деле им нужен только один из них, остальные — для отвода глаз. По дороге зэк Кубик — маньяк, убивший десять человек — сбегает. На месте побега обнаруживают убитых сотрудников УФСИН, причем один из конвоиров был в сговоре с бандитами. Дело передают Брагину и Шибанову. Брагин выясняет, что побег готовился ради Сергея Матвеева — хакера, не выдавшего своих сообщников. Допросив следователя, он выясняет, что существовала целая хакерская сеть «Тарантул» и Матвеев был одним из ее участников. Вере при Муштакове звонят с неизвестного номера. Муштаков просит ее взять трубку. Вера догадывается, что он замешан в каком-то криминальном деле. | 12 февраля 2025 |
| 17-18 (81-82) | Свидетель обвинений       | Генерал Колесников на даче становится свидетелем убийства своего соседа Домникова и видит убийцу-мигранта. Дело передают Брагину. Ухватов и Игнатьев подозревают Рожкова в причастности к убийствам полицейских, но улик нет. Вера уверена, что Муштаков ведет с ней двойную игру. Брагин выдвигает версию, что Муштаков инициировал свое задержание, чтобы скрыть другое преступление. Сергеич выходит из больницы, Шибанов требует, чтобы он сказал, как найти Ореха, но Сергеич хочет сам отомстить киллеру. По дороге из больницы машину, где он должен был находиться, взрывают. Сергеич чудом спасается. В это время в гаражах неизвестный убивает участкового Саню Яблочкина… Брагин с Шибановым продолжают расследовать убийство Домникова. Во время задержания подозреваемого, мигранта Анзора, тот спасает полицейских из горящей машины. Когда выясняется, что из пистолета стреляли не один раз, как уверяли вдова и брат бизнесмена, а два, Брагин решает провести проверку показаний на месте… Киллер Орех готовится к убийству губернатора Гришина, которое заказал ему Муштаков. Задерживают опера Комарова — из его табельного пистолета, украденного полгода назад, был убит участковый…                                                 | 13 февраля 2025 |
| 19-20 (83-84) | Восьмая пуля              | Игнатьев готовится допросить Комарова, адвокатом которого становится Вера. Каверин передает дело об убийстве участкового Брагину, поэтому Вера просит Савчука вместо нее защищать интересы Комарова, у которого на момент убийства нет алиби. Брагин выясняет, что Комаров в это время был в главке, но его никто не видел, кроме генерала Фадеева, который об этом забыл. В это время в главк приезжает делегация полицейских Казахстана, которую возглавляет бывший однокурсник Шибанова полковник Мухтаров. Друзья отмечают встречу в кафе, возле которого неизвестный внезапно убивает Мухтарова. Стрелял киллер из пистолета Комарова… Орех требует у Муштакова гонорар, но тот велит убить вице-губернатора. Орех вламывается к Муштакову в квартиру, когда к тому приходит Вера, забирает деньги и убивает заказчика. Веру он берет в заложницы и приказывает вывезти его из города… Брагин выясняет, что на форме убитого участкового есть собачья шерсть, а в день убийства он приезжал в приют для собак. В приюте Брагин встречает Рожкова… | 14 февраля 2025 |
| 21-22 (85-86) | Ограниченное пространство | Судебные приставы-оборотни Репников и Найденов выбивают из должников деньги, затем убивают их, а деньги забирают себе. Их коллеги, Демьян и Мороз, уезжают на остров, чтобы убить молодого сослуживца, собирающегося их сдать. Морозов допрашивает Рожкова и понимает, что тот психически не здоров. Каверин отправляет Брагина на остров на повторный допрос свидетеля по делу банды Лифтера. Там Брагин с Шибановым, поехавшим вместе с ним, слышат выстрелы — приставы убивают коллегу, тот в ответ ранит одного из них. Брагин отправляется за помощью. Шибанов остается на месте преступления и находит труп. Мороз и Демьян, вернувшиеся замести следы, замечают Шибанова. В драке Шибанов убивает Мороза, а Брагин спасает друга от пули Демьяна. В Питере Найденов и Репников продолжают убивать. Их очередная цель — Рощин, у которого много криптовалюты. Рощин сбегает, он официально в розыске. Демьяна удается задержать. По дороге на материк он рассказывает Брагину схему, по которой действовали он и напарники. Задача Комарова и Муравьева найти оборотней раньше, чем те выйдут на Рощина… | 17 февраля 2025 |
| 23-24 (87-88) | Ближний круг              | Брагину поручают расследовать пропажу московской журналистки. Ее поиски приводят к дому, в парадной которого двадцать лет назад бандиты расстреляли опергруппу — Шибанов в ней был стажером. Житель дома уверенно по фото опознает пропавшую журналистку. Комаров с Муравьевым едут за город к хозяевам квартиры, которые двадцать лет назад прятали важного свидетеля. Они мертвы. Брагин с Шибановым выясняют, что пропавшая журналистка была с ними знакома и накануне исчезновения к ним приезжала. Квартиру вскрывают и обнаруживают в ней старую видеокассету, на которой лидер ОПГ Летунов убивает человека. Он же заставляет молодого сообщника сделать то же самое. Сейчас этот человек занимает видный пост в руководстве города. Его арестовывают и выясняют, что случилось с журналисткой. Но остаётся ещё один вопрос — кто тогда сдал киллерам важного свидетеля и по чьей вине была расстреляна опергруппа?.. | 18 февраля 2025 |
| 25-26 (89-90) | Неустановленное лицо      | Шибанов с Брагиным ищут курьера-наркоторговца по кличке Сава, который по дороге из Карелии в Питер расстрелял двух сотрудников ДПС и исчез с партией наркотиков. Саву ищет и хозяин груза. Шибанов выясняет, что Сава был связан с питерскими байкерами, внедряется в их группировку и узнает, что его прячут и хотят перевезти на юг. Шибанов предлагает свои услуги. Злобина уже планирует свадьбу и детей с Шибановым. Он не может устоять под ее напором. При подготовке перевозки на Саву совершается покушение… Задержанный Шибановым киллер на допросе у Брагина и в разговоре с адвокатом Савчуком утверждает, что не помнит, кто он. Информации о нем нет ни в одной базе. Бобров передает Брагину запись с уличной видеокамеры, на которой видно, что Саву убил совсем другой человек. Брагин понимает, с какой «конторой» связано «неустановленное лицо». Злобина перевозит на квартиру Шибанова все свои вещи, налаживает семейный быт и убирает с полки фото Литвиновой. Шибанов с трудом принимает перемены и старается бывать дома как можно реже. В очередной раз отправившись на кладбище, он обнаруживает, что могилы Литвиновой больше нет…                                                                                             | 19 февраля 2025 |
| 27-28 (91-92) | Идеальная совокупность    | Шибанов идет к Боброву и требует объяснений по поводу Литвиновой. Брагин выезжает в область, где взорвали машину ДПС с сотрудниками, но полковник Гаспаров из областного СК ему грубит и прогоняет с места преступления, найдя формальный повод. Каверин объясняет Брагину, почему Гаспаров его ненавидит: Брагин занял его должность. Выясняется, что у выжившего ДПСника Короткова был микрофон, который сотрудник УСБ Миронов дал ему для прослушки коллеги, подозреваемого во взятках. За несколько часов до взрыва тот остановил пьяного водителя и получил от него большую сумму денег. Киллер встречается с начальником подразделения, где служили взорванные ДПСники и требует у него деньги за убийство Миронова, которое тот заказал. Когда выясняется, что Миронов жив — его спас от пули Шибанов — Разумов отказывается платить, и киллер начинает за ним охоту… Шибанов признается Брагину, что любит Литвинову до сих пор. | 20 февраля 2025 |
| 29-30 (93-94) | Мера пресечения           | Вера с Брагиным едут в деревню оформлять наследство, оставленное ей недавно умершей тетей. Возле конторы нотариуса Вера сталкивается со Скатом, который смотрит на нее, как на давнюю знакомую. В Петербурге парень-мажор устраивает ДТП во время ночных гонок, погибает шесть человек. Дело передают Брагину. Шибанов, просматривая новые ориентировки, видит Веру, обвиняемую в двойном убийстве, случившемся двадцать лет назад. Он сообщает Брагину, что его жена в розыске… Веру вызывают на допрос как свидетеля по делу о нераскрытом особо тяжком убийстве двадцатилетней давности. С помощью сфальсифицированных показаний другого свидетеля полковник Гаспаров, который ведет дело, меняет статус Брагиной со свидетеля на подозреваемую. Брагин продолжает расследовать дело о смертельном ДТП с участием «мажора» Валерия Шакулина. Он выясняет, что Шакулин-младший перед аварией был в состоянии алкогольного опьянения. Но он ли виновен в аварии?.. | 21 февраля 2025 |

## Рейтинги
По данным Mediascope, максимальная доля аудитории третьего сезона сериала «Первый отдел» в октябре 2023 года достигла 18,3%. Согласно результатам опроса ВЦИОМ за 12 октября 2023 года, сериал вошел в топ-3 самых популярных сериалов у россиян в 2023 году.
Повторы первых трёх сезонов «Первого отдела» в январе 2025 года также показали хорошие результаты: средняя доля второго сезона составила 15,5% (максимальная доля – 19,4%) среди зрителей всей России старше 18 лет, третьего сезона — 18,4% (максимальная доля – 20,9%) в аналогичном сегменте аудитории.
После показа на НТВ премьерных серий четвертого сезона в феврале 2025 года сериал стал лучшим на российском телевидении за последние четыре года среди зрителей старше 18 лет. Максимальный рейтинг у премьерных серий четвёртого сезона составил 7,6% (доля 24,1%).
Четвёртый сезон детектива прошёл с рекордными показателями, став лучшим сериалом последних четырёх лет в аудиториях 4+ и 18+ с рейтингом 6,4% (доля 22,9%) и 7,6% (доля 24,1%) соответственно на всём российском телевидении. На протяжении трёх недель показа сериал демонстрировал отличные показатели: средний рейтинг среди зрителей всей России старше четырёх лет составил 6,0% (доля 20,7%), среди зрителей старше 18 лет средний рейтинг ещё выше – 7,0% (доля 21,7%).
В феврале 2025 года, во время премьеры четвертого сезона, сериал вошел в топ-5 «Индекса Кинопоиск Pro», набрав 207 баллов.
По состоянию на февраль 2025 года рейтинг сериала в онлайн кинотеатре «Иви» составил 8,9.
По состоянию на февраль 2025 года рейтинг сериала на сайте «КиноПоиск» составил 8.018 балла из 10.